# Thomas Gobena
Thomas "Tommy T" Gobena (n. Adís Abeba en 1971) es un músico etíope. Es el bajista de la banda de punk gitano Gogol Bordello.
Nació en Adís Abeba, la capital de Etiopía. Se mudó a Washington D. C. en 1987, a la edad de 16 años. Se unió a Gogol Bordello en el año 2006. Ha grabado dos discos con Gogol Bordello (Super Taranta! y Transcontinental Hustle) y también tiene un disco en su carrera solista, titulado The Prester John Sessions.
- Datos: Q2424267
- Multimedia: Thomas Gobena / Q2424267